# تيجان نوكس
تيجان نوكس (ولدت في 15 نوفمبر 1994) هي مصارعة ويلزية محترفة، تعمل حالياً في دبليو دبليو إي حيث تصارع في عرض سماكداون.

## وصلات خارجية
- تيجان نوكس على موقع دبليو دبليو إي (الإنجليزية)
- تيجان نوكس على موقع WrestlingData.com (الإنجليزية)
- تيجان نوكس على موقع CageMatch worker (الإنجليزية)
- تيجان نوكس على موقع قاعدة بيانات المصارعة على الإنترنت (الإنجليزية)
- تيجان نوكس على موقع عالم المصارعة على الإنترنت (الإنجليزية)